# Fenaïa Ilmaten
Fenaïa  est une commune de la région de Petite Kabylie en Algérie, située dans la wilaya de Béjaïa.

## Géographie

### Situation
| Taourit Ighil       | Taourit Ighil | El Kseur |
| Tifra               | Fenaïa        | El Kseur |
| Tinabdher Sidi-Aïch | Timezrit      | Semaoun  |

### Transports
Trois lignes importantes y sont concernées :
1. Ligne: Takhlicht - El Kseur
2. Ligne: Il maten - El Kseur
3. Ligne: Tibrahmin - El Kseur

À noter que plusieurs contestations des villageois se sont mises en œuvre ces derniers temps, et cela pour remédier à un service de transport assez professionnel et organiser.

### Lieux-dits, quartiers et hameaux
Outre son chef-lieu Tala Tazart[réf. nécessaire], la commune de Fenaïa Ilmaten est composée des localités suivantes :
- Il Maten,Zouvia, Aghoumras et IGHILYEDOU ;
- Timri, Takhlicht, Kheroub, Tibrahmine, Iamrouchène, Aït Chenni, El Kitoun, Tikheroubine, Taourirt n'ath gana , Tighilt Naït Ziane, Tighilt Messaoud, Boubzi, Rekada, El Kalaa, Village socialiste et Larbatache,Ighil N'tala, Thala N Tidekt, Bouhbache.

## Toponymie
Timezrit-Il Maten, a probablement le sens de "la vue des vallées" et taddart oufella "Zuvia" (et non Zaouia) se traduirait par "Balcon" et n'a aucun rapport avec la Zoubia entendue comme décharge publique. Vue des vallées et Balcon vont très bien avec l'environnement majestueux dominant la grande vallée de la Soummam.

## Liste des villages
Il Maten, Aghemras,
Zouvia,
Takhlicht, Tighilt nath Ziane, Tighilt Messaoud, Taourirt, 
Timri, 
Boubzi, 
Bourbatache, 
Tikherroubine, 
El Kitoune, 
El Kalaa, 
El Kherroub, 
Tibrahmine, 
Ath Chenni, 
Thala n Tazert,
Laazib, 
Rekada,
Iaamrouchene,
Bouzoulem,
Village agricole Soummam, Bouhbache

## Administration et politique
La commune de Fenaia-Il Maten comporte une assemblée communale (APC) composée de quinze élus choisis au suffrage universel. Ils sont chargés d'élire le maire. Les sièges de l’assemblée sont répartis entre différents partis depuis les élections de 2017 : le RCD dont la majorité (6 sièges), le FFS (5 sièges), les Indépendants (3 sièges) et le RND (1siège); le maire Slimane dit Farid Bali est issu de la majorité RCD.

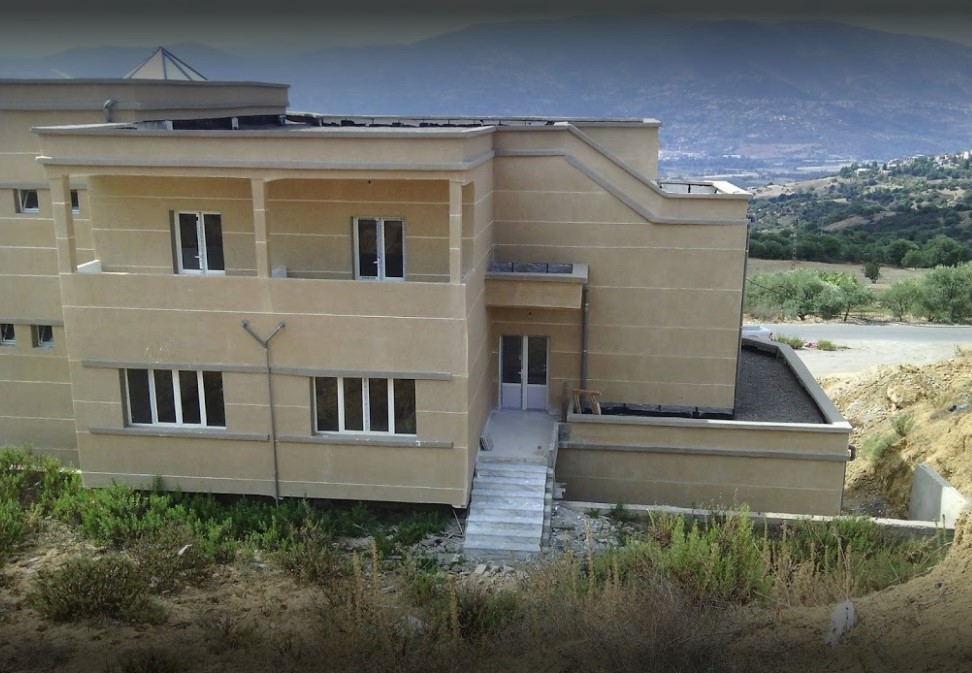
Siege Apc Fenaia IL maten

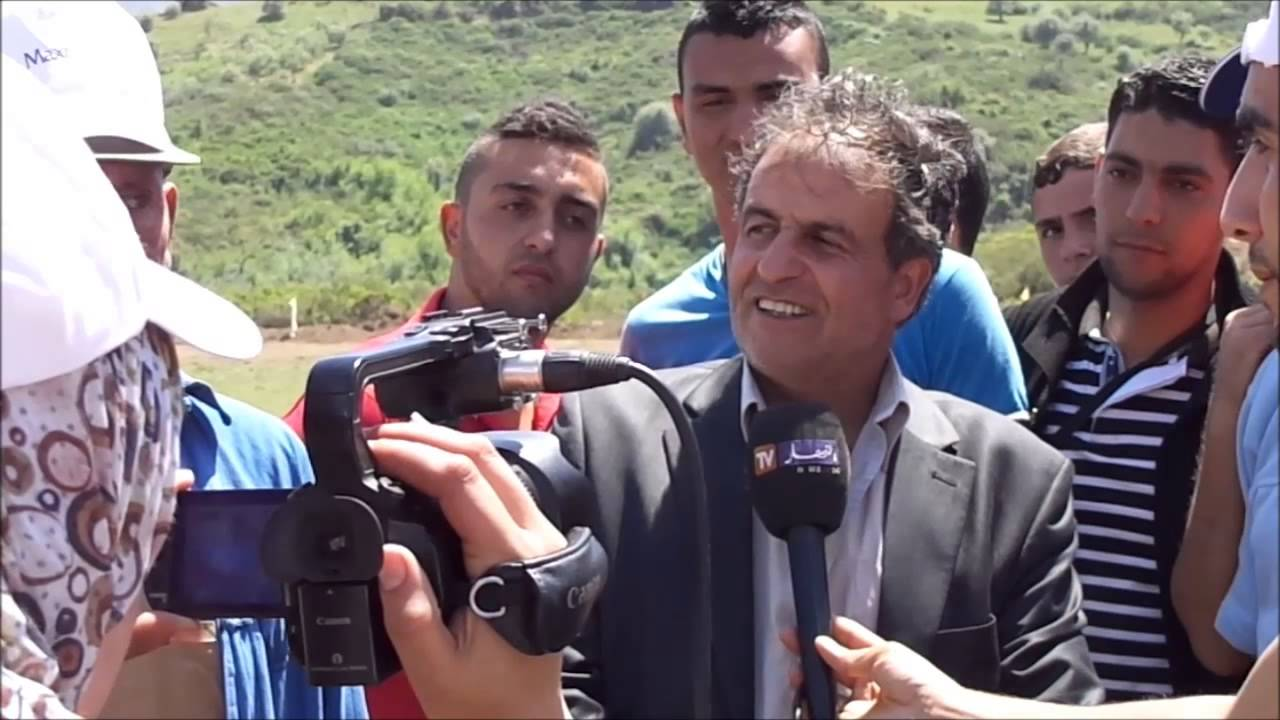
Maire Fenaia Il maten

## Économie
La commune de Fenaia Il Maten a bénéficié d’un projet d’implantation sur son territoire d'une zone d’activités, dans le cadre des trente-six programmées à l’échelle nationale, selon la direction régionale de l’industrie, de la PME et de la promotion de l’investissement. Cette nouvelle ZAC, d’une superficie de 10 ha, est en cours de réalisation. L’ANIREF a été chargé d’exécuter ce projet. Pour rappel, un séminaire régional a été dernièrement organisé à Béjaïa par cet organisme sous le thème «Zones industrielles et développement local». Cette rencontre a vu la participation des wilayas de Béjaïa, Tizi-Ouzou, Bouira, Jijel et BBA. Par ailleurs, il est à noter que la wilaya de Béjaïa dispose déjà de 17 zones d’activités. Un programme de réhabilitation et de développement de sept ZAC d’entre elles, sur le fond de wilaya, a été lancé en 2011 par la Duc de Béjaïa. Cette opération a concerné les ZAC de Taharacht à Akbou, Helouane, Seddouk, Fenaïa, El Kseur 1-2 et Oued Ghir.

## Vie quotidienne
Le village de Fenaïa étant composé d'une multitude de hameaux et villages, la vie y reste impactée et marquée par la paysannerie via notamment l'arboriculture (culture d'olives, d'oranges, de figues, de figues de barbarie) mais également par les activités liées au monde agricole et l'élevage (notamment de bovins et ovins)

## Personnalités
- Djida Tazdaït, (1989-1994), ancienne eurodéputée française, y est née (dans la localité de Timri-Tala-Tazert) ;
- Mourad Amara, footballeur international, y est né.

## Sources, notes et références
1. ↑  Code des agglomérations : 5e recensement général de la population et de l'habitat, vol. 169/2012, Alger, Office national des statistiques, coll. « Collections statistiques », 2012, p. 22.
2. ↑  « Wilaya de Béjaïa : répartition de la population résidente des ménages ordinaires et collectifs, selon la commune de résidence et la dispersion ». Données du recensement général de la population et de l'habitat de 2008 sur le site de l'ONS.
3. ↑  « Décret no 84-365 du 1er novembre 1984 fixant la composition, la consistance et les limites territoriales des communes », Journal officiel de la République algérienne démocratique et populaire, no 67,‎ 19 décembre 1984, p. 1486 (lire en ligne).